# Campionato europeo femminile di pallacanestro Under-16 Division B 2010
Il Campionato europeo femminile di pallacanestro Under-16 2010 di Division B (noto anche come FIBA U16 Women's European Championship Division B 2010) si è svolto in Macedonia, a Skopje.

## Classifica finale
| Pos     | Team        |  |
| ------- | ----------- |  |
| Oro     | Ungheria    |  |
| Argento | Slovacchia  |  |
| Bronzo  | Portogallo  |  |
| 4.      | Inghilterra |  |
| 5.      | Germania    |  |
| 6.      | Bulgaria    |  |
| 7.      | Slovenia    |  |
| 8.      | Romania     |  |
| 9.      | Lettonia    |  |
| 10.     | Israele     |  |
| 11.     | Danimarca   |  |
| 12.     | Irlanda     |  |
| 13.     | Ucraina     |  |
| 14.     | Macedonia   |  |
| 15.     | Svizzera    |  |
| 16.     | Lussemburgo |  |